# Józef Wątróbski

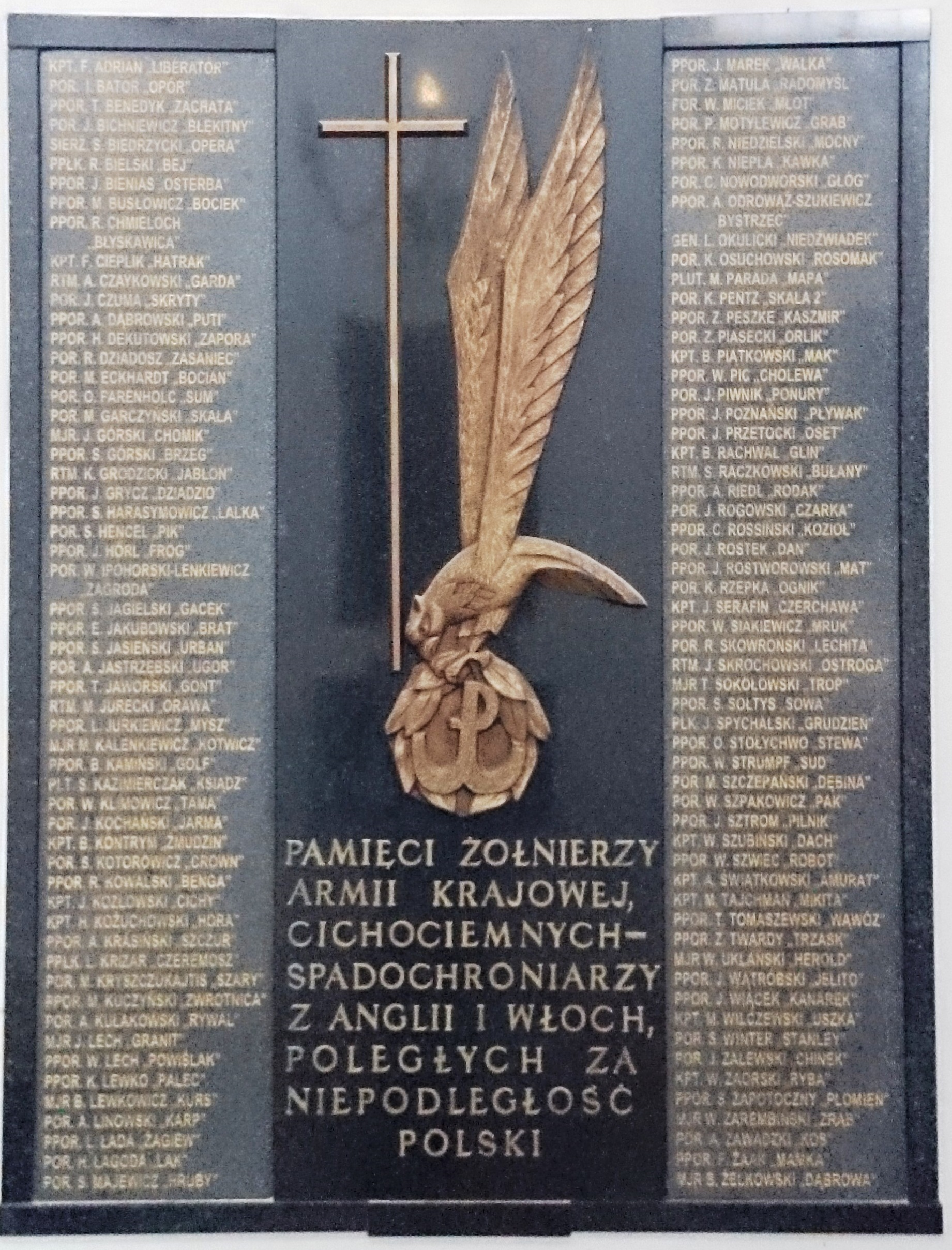
Tablica w kościele św. Jacka w Warszawie, upamiętniająca poległych cichociemnych, w tym Józefa Wątróbskiego

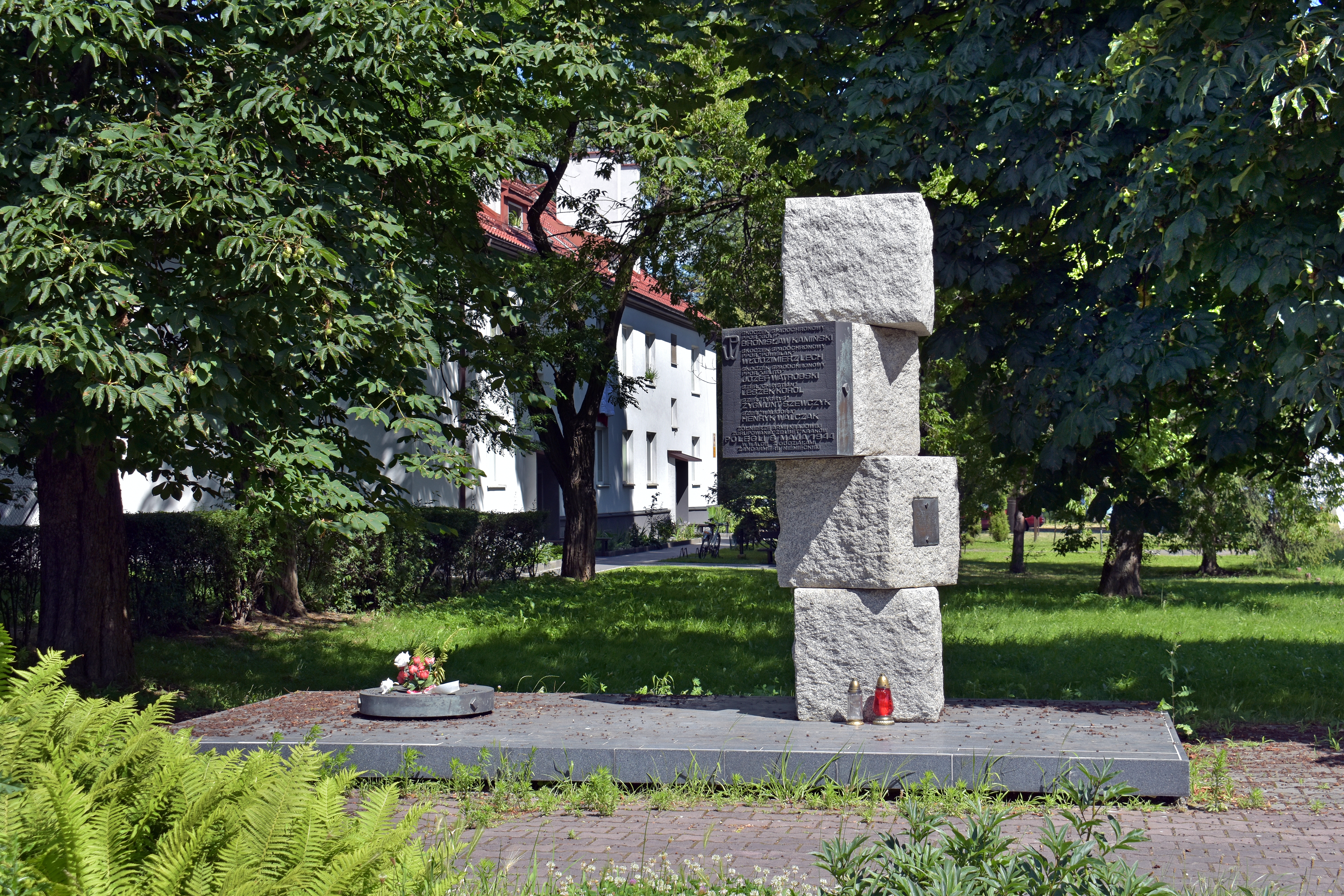
Kraków ul. Centralna
Pomnik poległych w Łęgu żołnierzy „Żelbetu”.

Józef Szczepan Wątróbski pseud.: Jelito, Żyła (ur. 19 lutego 1914 w Kleczy Dolnej, zm. 8 maja 1944 w Łęgu) – żołnierz Wojska Polskiego, Polskich Sił Zbrojnych na Zachodzie, oficer Armii Krajowej, podporucznik piechoty, cichociemny.

## Życiorys
Był synem Jana, rolnika, i Franciszki z domu Jabłońskiej. Ukończył gimnazjum w Wadowicach w 1938 roku, po czym – po odbyciu szkolenia wojskowego – został w lipcu 1939 roku przydzielony do 2 pułku strzelców podhalańskich.
We wrześniu 1939 roku walczył w 2 pułku strzelców podhalańskich i Ośrodku Zapasowym 22 Dywizji Piechoty Górskiej. 19 września przekroczył granicę polsko-węgierską. Był internowany na Węgrzech. W kwietniu 1940 roku dotarł do Francji, gdzie został skierowany do 3 Dywizji Piechoty. W czerwcu 1940 roku dostał się do Wielkiej Brytanii, gdzie służył w 2 Batalionie Strzelców 1 Brygady Strzelców.
Po przeszkoleniu w dywersji został zaprzysiężony 4 sierpnia 1943 roku w Oddziale VI Sztabu Naczelnego Wodza i przeniesiony do Głównej Bazy Przerzutowej w Brindisi we Włoszech. Zrzutu dokonano w nocy z 14 na 15 kwietnia 1944 roku w ramach operacji „Weller 11” dowodzonej przez kpt. naw. Stanisława Daniela. Początkowo dostał przydział do Podokręgu Rzeszów AK. W nocy z 7 na 8 maja 1944 roku został przerzucony na „melinę” w Łęgu pod Krakowem, w której znajdował się również magazyn broni. 8 maja pomieszczenie zostało otoczone przez Niemców. Wątróbski poległ w obronie magazynu, podobnie jak 2 inni cichociemni, również w nocy przerzuceni do Łęgu: Bronisław Kamiński i Włodzimierz Lech. Pochowany wraz z towarzyszami na cmentarzu w Luborzycy pod Krakowem.

## Odznaczenia
- Krzyż Srebrny Orderu Virtuti Militari – pośmiertnie, 11 listopada 1944 roku.

## Upamiętnienie
- W Łęgu przy ul. Centralnej, na skwerze obok domów nr 3 i 4 w 1979 roku odsłonięto pomnik upamiętniający żołnierzy Armii Krajowej zgrupowania „Żelbet” oraz osoby cywilne poległe w czasie akcji 8 maja 1944 roku. Na rozległej prostokątnej podstawie ustawiony jest słup złożony z 4 granitowych ciosów. Na czole jednego z nich przytwierdzona jest mosiężna tablica z symbolem Polski Walczącej i napisem: SKOCZEK SPADOCHRONOWY / PPOR. "GOLF" / BRONISŁAW KAMIŃSKI / SKOCZEK SPADOCHRONOWY / PPOR. POWIŚLAK / WŁODZIMIERZ LECH / SKOCZEK SPADOCHRONOWY / PPOR. "JELITO"/ JÓZEF WĄTRÓBSKI/ SZER. "CHRYSTIAN" / LESZEK KOROL / SZER. TYGRYS / ZYGMUNT SZEWCZYK / SZER. "WALIGÓRA" / HENRYK WALCZAK / ŻOŁNIERZE ARMII KRAJOWEJ / ZGRUPOWANIA "ŻELBET" KRAKÓW / POLEGLI 8 MAJA 1944 / W WALCE Z ODDZIAŁAMI / ŻANDARMERII NIEMIECKIEJ. Z boku niżej położonego ciosu znajduje się tabliczka z napisem: PODCZAS AKCJI 8 MAJA 1944 R. / PONIOSŁY ŚMIERĆ OSOBY CYWILNE / ANNA STACHOWICZ LAT 50 / ELEONORA TYNOR LAT 75 / KAZIMIERZ TYNOR LAT 13. Na postumencie obok pomnika umieszczony jest znicz w kształcie obręczy z napisem: PREFABET KRAKÓW 1979[1].
- W lewej nawie kościoła św. Jacka przy ul. Freta w Warszawie odsłonięto w 1980 roku tablicę Pamięci żołnierzy Armii Krajowej, cichociemnych – spadochroniarzy z Anglii i Włoch, poległych za niepodległość Polski. Wśród wymienionych 110 poległych cichociemnych jest Józef Wątróbski.